# قلب (لغة)
القلب هو تغيير الحرف لفظا لا خطا. ومثاله في العربية الإقلاب. أما الإبدال فيكون بتغيير اللفظ والكتابة.